# Vincenzo Gemito

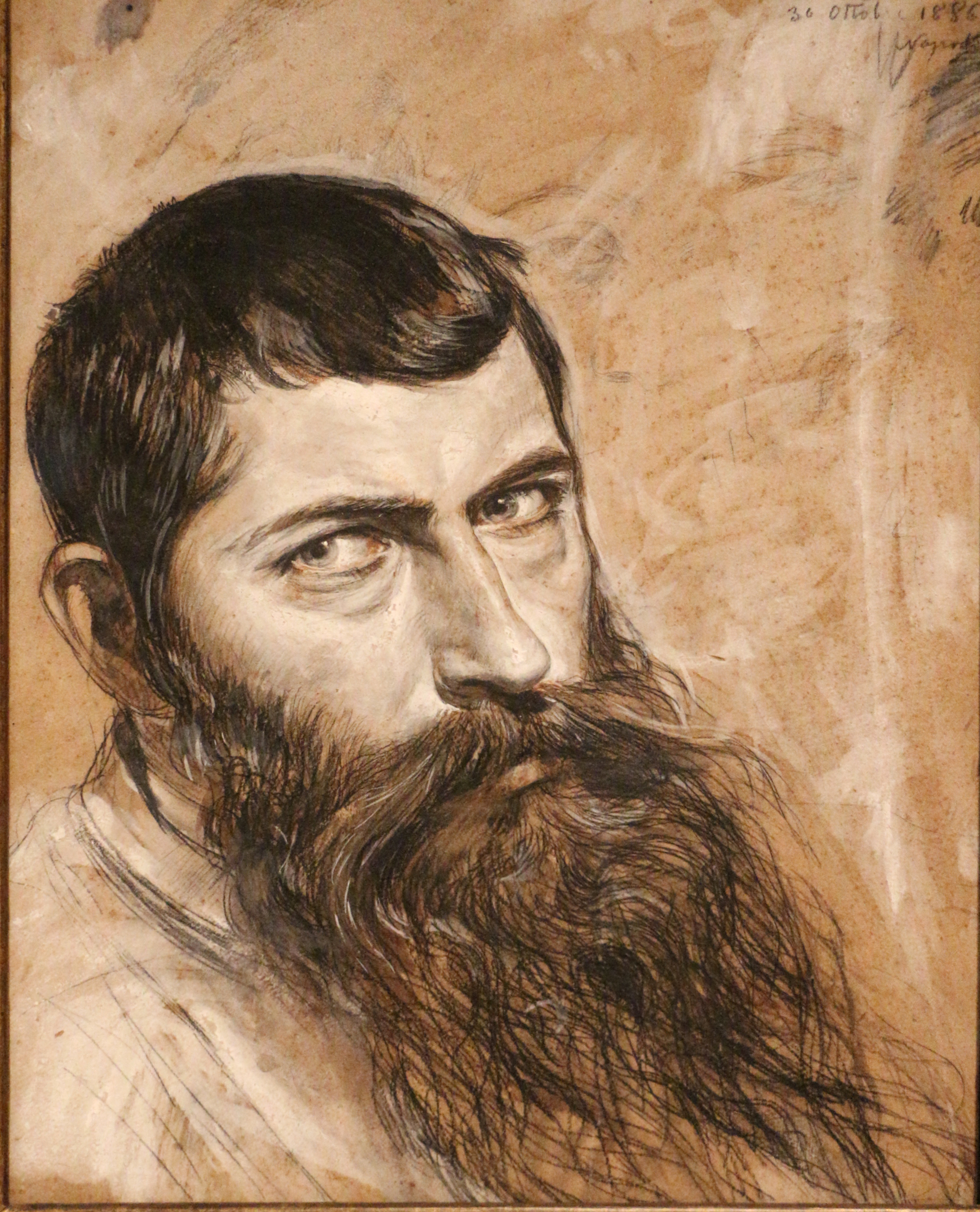
Zelfportret uit 1886

Vincenzo Gemito (Napels, 16 juli 1852 - 1 maart 1929) was een Italiaans beeldend kunstenaar die vooral bekendheid geniet als beeldhouwer.
Vincenzo Gemito werd te vondeling gelegd en groeide op in een adoptiegezin. Zijn talent werd op jonge leeftijd herkend en vanaf zijn twaalfde volgde hij les aan de Academie van Schone Kunsten in Napels. Op zijn zeventiende stelde hij zijn eerste beeldhouwwerk tentoon dat onmiddellijk sensatie veroorzaakte. De kaartspeler stelt een straatkind voor dat zittend op de grond met speelkaarten speelt. Het plaasteren beeldhouwwerk viel op door zijn realisme en naturalisme en vormde een breuk met de academische traditie. Het werk werd aangekocht door de koning. In de jaren 1870 was Gemito gevestigd in Parijs en ook daar oogstte zijn naturalistische en onafgewerkte stijl lof. Zijn Napolitaanse visser werd tentoongesteld op de Wereldtentoonstelling van 1878. Zijn latere jaren waren minder productief en de kunstenaar gaf een tijdlang het beeldhouwen volledig op.

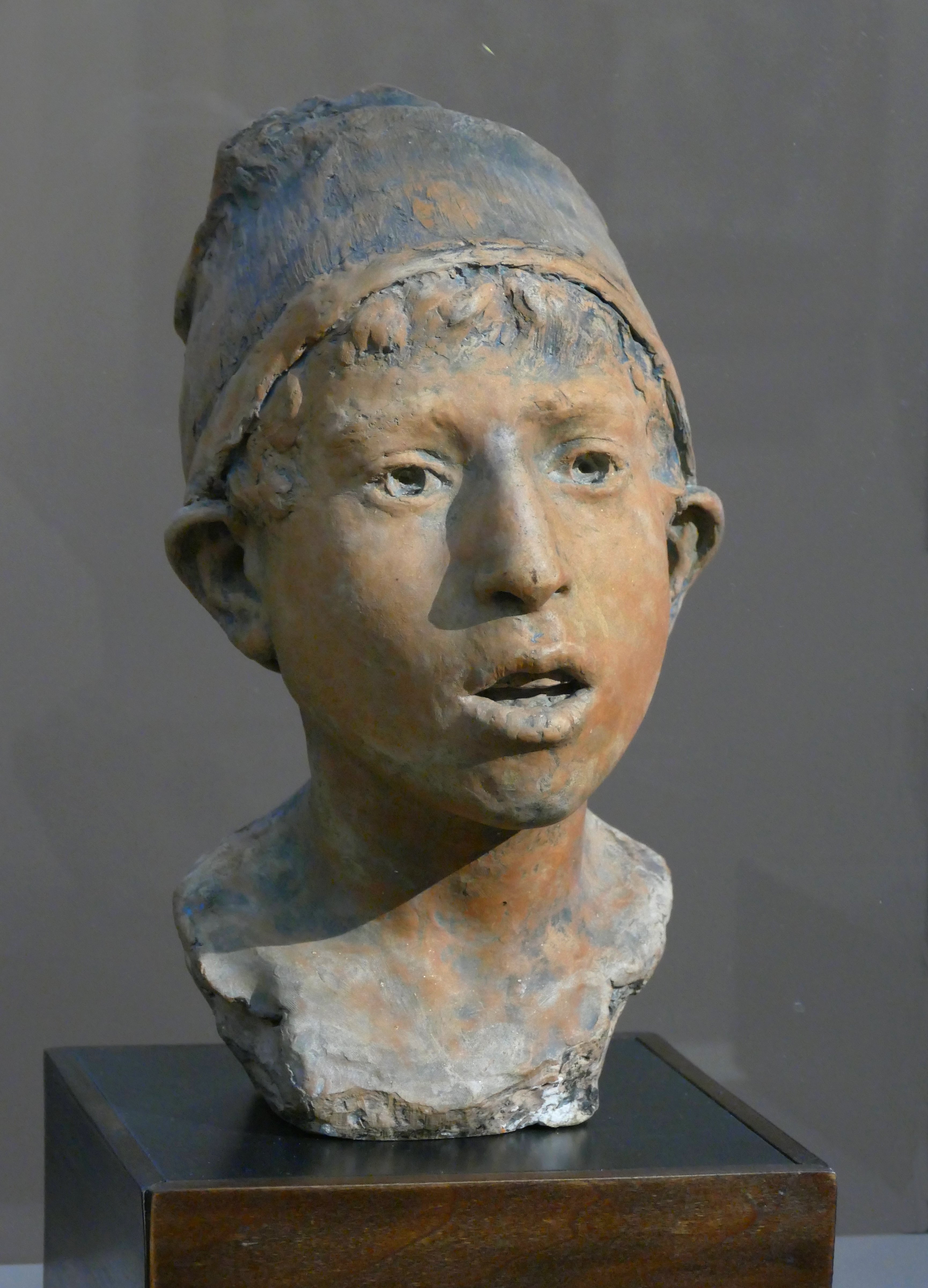
Jonge Napolitaan (1870)
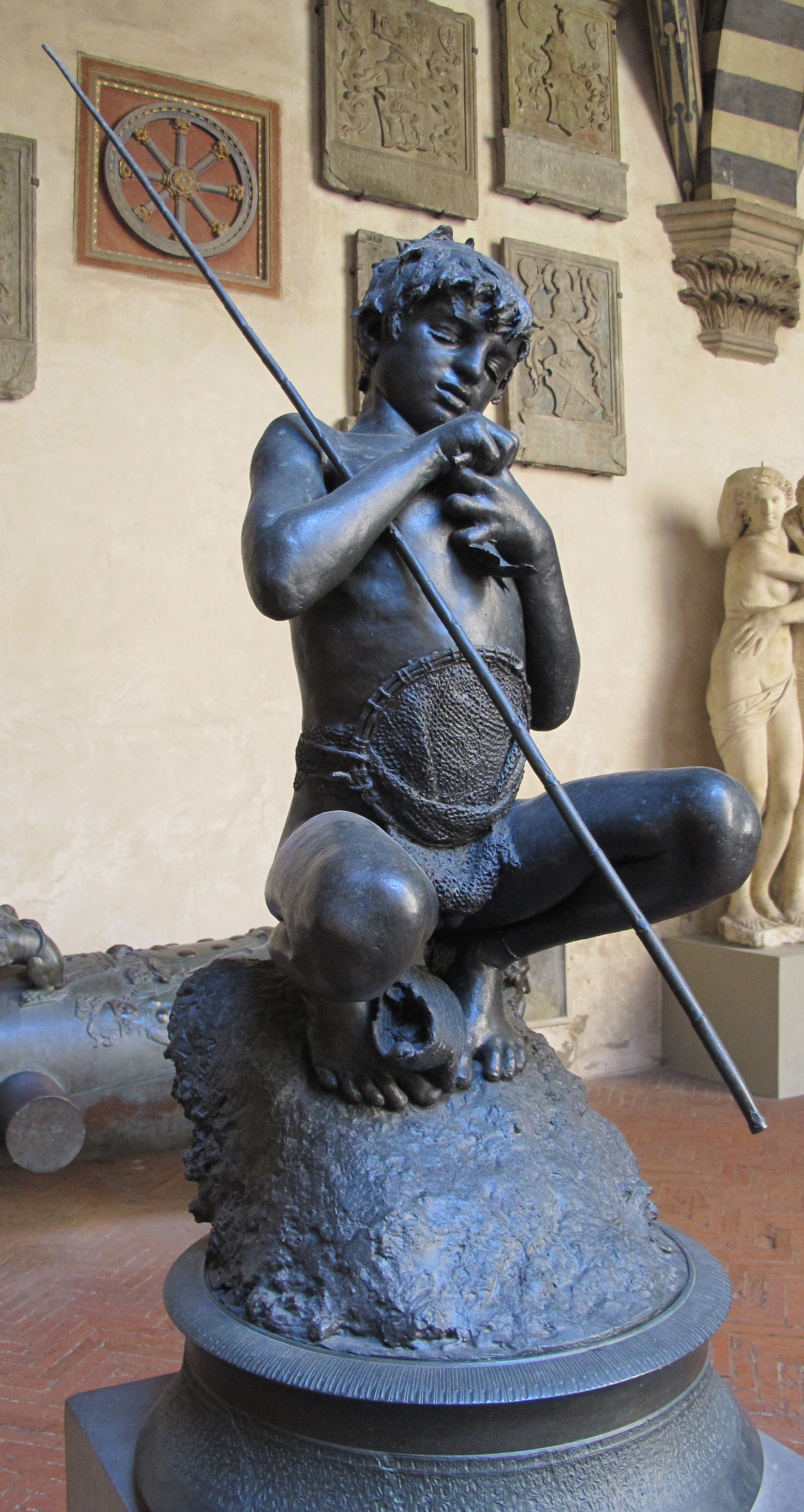
Pescatorello, vissersjongen (1874-1876)
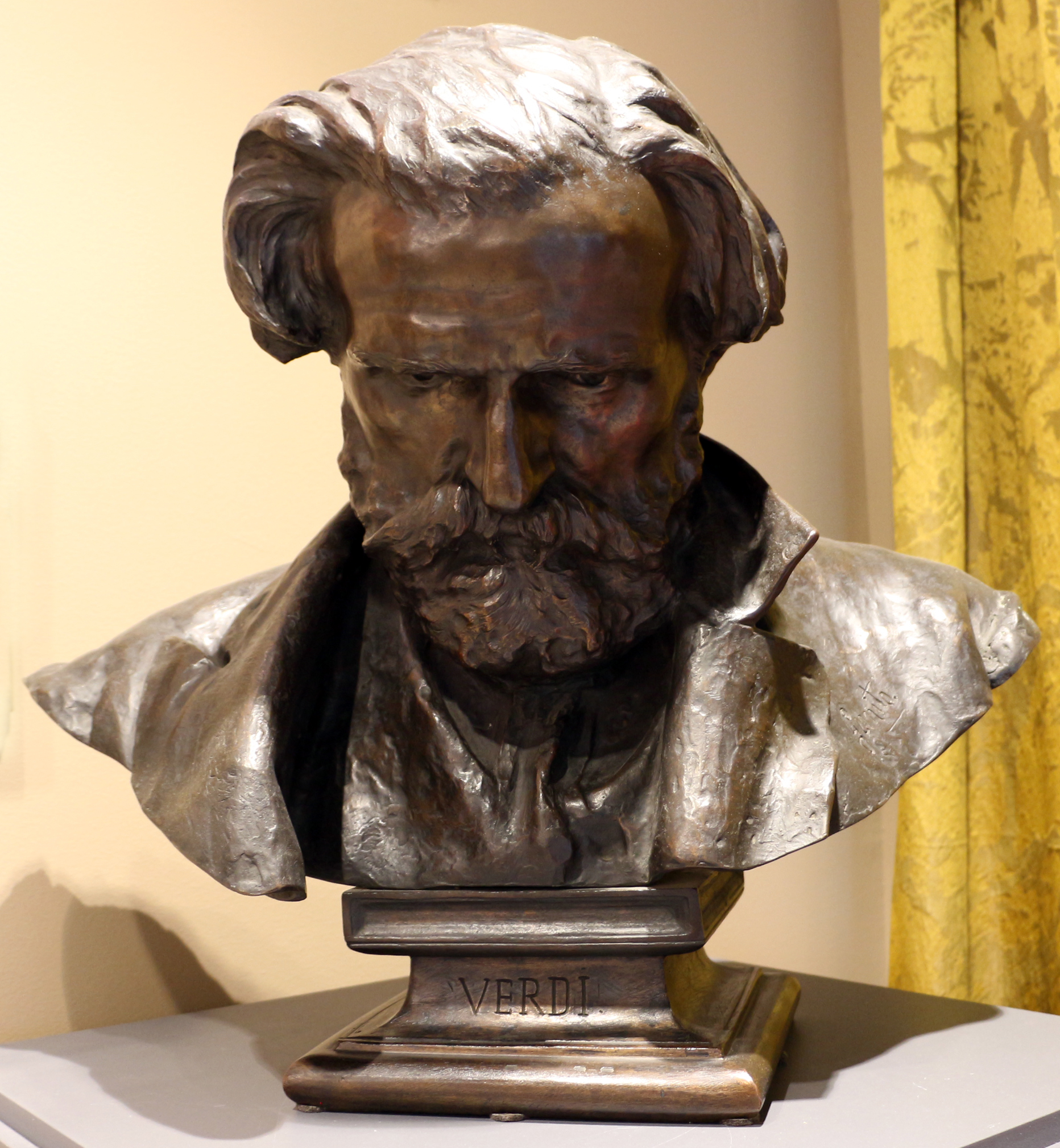
Buste van Giuseppe Verdi

- Bibliothèque nationale de France: cb12458864j (data)
- Gemeinsame Normdatei: 119005220
- International Standard Name Identifier: 0000 0000 6629 5930
- Library of Congress Control Number: nr90028033
- Nationale Bibliotheek van Tsjechië: jn20010525444
- Nationale bibliotheek van Australië: 35136741
- Réseau des bibliothèques de Suisse occidentale: 02-A003286879
- RKD-Nederlands Instituut voor Kunstgeschiedenis: 251551
- Istituto Centrale per il Catalogo Unico: CFIV098896
- SNAC: w6c33kjm
- Système universitaire de documentation: 033753121
- Trove: 838085
- Union List of Artist Names: 500021790
- Virtual International Authority File: 22941857
- WorldCat: E39PBJtcFVVrcwWGjX8XjJd84q